# 藤村あさみ
藤村 あさみ（ふじむら あさみ、1989年〈平成元年〉1月12日 - ）は、日本の女優、タレント。千葉県千葉市出身。ブルースカイプロモーション所属。かつてはアバンギャルド、エヴァーグリーン・エンタテイメントに所属していた。
デビュー当初は土肥 あさみ（どい あさみ）の名で活動していた。

## 人物
- 趣味は買物、音楽鑑賞、お菓子作り、英会話。
- 高校時代はオーストラリアに留学した経験がある[1]。
- ラーメン評論家の本谷亜紀とは通っていた大学が一緒だった[2]。

## 出演

### TV
- やっぱりさんま大先生（フジテレビ）
- グラビアの美少女（MONDO21）

### 映画
- ふたつある
- 白紳士
- スケッチブック (映画)
- 精霊のモリ
- キャッチボール屋
- カルテット
- 大停電の夜に
- 青春801あり!
- 入れる、入れない
- Quartet

### 舞台
- アブレボ、僕たちの純愛革命
- ルドンの黙示
- SwingSwingSwing
- ラチカン

### CM
- 明治乳業 おいしい牛乳
- 北都銀行

### その他
- ミス東女コンテスト2010